# Clan Irvine
Irvine ist der Name eines schottischen Clans in den Lowlands.

## Geschichte
Der Name des Clans Irvine leitet sich von zwei Plätzen ab. Zum einen von Irving (einer alten Gemeinde in Dumfriesshire) und zum Zweiten von Irvine in Ayrshire.
Die erste schriftlich festgehaltene Person des Clans war Robert de Herwine, der als Zeuge in einer Urkunde erwähnt wurde. 1324 erhielt William de Irwyne, der Clerk of the Register, von König Robert I. den Forest of Drum in Aberdeenshire und ist daher der Stammesvater der Irvines of Drum. Robert verlieh ihm außerdem Wappen und Motto.

### 19. und 20. Jahrhundert
Während des 19. Jahrhunderts arbeiteten die meisten Lairds of Drum als Juristen und dienten in verschiedenen Teilen Schottlands als Sheriffs.
Alexander Irvine, der 22. Laird, wurde im Ersten Weltkrieg schwer verwundet. Er kämpfte 1916 als Grenadier Guard in Frankreich und starb 1922. Sein ältester Sohn folgte ihm, starb aber bereits im Alter von nur 33 Jahren, sodass Alexanders zweiter Sohn schließlich Laird of Drum wurde. Er diente im Zweiten Weltkrieg bei den King’s African Rifles in Britisch-Ostafrika. Nach seinem Tod 1975 gingen Drum Castle und dessen Umland in den Besitz des National Trust for Scotland über. Ihm folgte sein jüngerer Bruder Colonel Charles Irvine, der ebenfalls im Zweiten Weltkrieg bei den Gordon Highlanders kämpfte.

### Der Clan heute
2002 schloss der Chief of Clan Irvine mit Michael Keith, 13. Earl of Kintore (welcher das Oberhaupt des Clan Keith ist) in einer aufwändigen Zeremonie am Ufer des Dee einen Friedensvertrag, der die 600 Jahre andauernde Fehde zwischen beiden Clans beendete.